# Die Konservenbraut

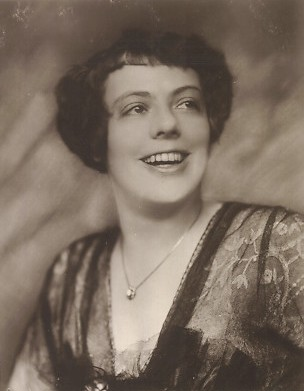
Senta Söneland en 1920.

Pour plus de détails, voir Fiche technique et Distribution.
Die Konservenbraut est un film muet allemand réalisé par Robert Wiene, sorti en 1915.

## Synopsis
Un fabricant de conserves très attrayant, est adoré par les femmes qui travaillent pour lui. Pendant que les dames continuent de rêver de lui, le directeur général, un célibataire convaincu, a tout le travail de l'entreprise à faire. Comme il est le seul à avoir une vue d'ensemble, il doit se rendre compte un jour que l'entreprise est au bord de la faillite. C'est alors qu'il eut une idée géniale. Le gérant place une annonce dans un journal disant que parmi les 300 000 boîtes restantes à vendre, trois d'entre elles contiennent une note garantissant que l'heureux élu épouserait le beau propriétaire de l'usine...

## Fiche technique
- Titre original : Die Konservenbraut
- Titre danois : Konservesbaronen
- Réalisation : Robert Wiene
- Scénario : Walter Turszinsky
- Pays de production :  Empire allemand
- Producteur : 	Oskar Messter
- Format : Noir et blanc - Muet
- Genre : comédie
- Dates de sortie : 
  - Danemark : 21 juin 1915

## Distribution
- Paul Biensfeldt
- Guido Herzfeld
- Bogia Horska
- Margarete Kupfer
- Senta Söneland

## Sources de la traduction
- (en) Cet article est partiellement ou en totalité issu de l’article de Wikipédia en anglais intitulé « The Canned Bride » (voir la liste des auteurs).